# كوجيرا
كوجيرا (くじら) (اسمها الحقيقي واكاكو ماتسموتو (松本和香子 ماتسموتو واكاكو) هي ممثلة يابانية ولدت في 1 أبريل 1961 في طوكيو.

## أدوارها في الأنمي

### مسلسلات أنمي تلفزيونية
- ناروتو - أوروتشيمارو
- ناروتو شيبودن - أوروتشيمارو
- بوروتو: ناروتو نكست جينيريشنز - أوروتشيمارو
- روك لي وأصدقائه النينجا - أوروتشيمارو
- شعلة ريكا - والدة دومون إيشيجيما
- سونيك X - إيلا
- كيكايشي - هيزوكي
- غينتاما - أوتوسي
- بلاك كات - مادام فريزيا
- كامينوميزو شيرو سيكاي - دوكورو سكال
- كامينوميزو شيرو سيكاي فصل الحارسات - دوكورو سكال
- ساندز أوف ديستراكشن - زوجة مالك المسكن
- لاكي ستار - نساء عشوائيات
- جاينت كيلينغ - زوجة غورو تانوما
- دانغانرونبا ذي أنيميشن - ساكورا أوغامي
- أسوماتسو-سان - والدة الإخوة ماتسونو
- أنا ساكاموتو - شيغيمي كوبوتا

### أوفا أنمي
- دوت هاك ليميناليتي - المرأة المسنة
- تيلز أوف سيمفونيا ذي أنيميشن: فصل اتحاد العوالم - فيريوس

### أفلام أنمي
- فيلم ناروتو شيبودن: الروابط - أوروتشيمارو

## أدوارها في ألعاب الفيديو
- كينجدوم هارتس - أرسولة
- تيلز أوف سيمفونيا: دون أوف ذا نيو وورلد - فيريوس
- تيلز أوف فيسبيريا - بيليوس
- دانغانرونبا: تريغر هابي هافوك - ساكورا أوغامي
- ناروتو: ألتيميت نينجا - أوروتشيمارو
- ناروتو: باورفل شيبودن - أوروتشيمارو
- ناروتو شيبودن: ألتيميت نينجا ستورم ريفولوشن - أوروتشيمارو
- ناروتو شيبودن: ألتيميت نينجا ستورم 4 - أوروتشيمارو

## أدوارها في الدبلجة اليابانية
- لوراكس (فيلم) - العمة غريزيلدا

## وصلات خارجية
- كوجيرا على موقع IMDb (الإنجليزية)
- كوجيرا على موقع ألو سيني (الفرنسية)
- كوجيرا على موقع قاعدة بيانات الفيلم (الإنجليزية)
- كوجيرا على موقع كينوبويسك (الروسية)
- كوجيرا على موقع ANN person (الإنجليزية)